# Jill Bilcock
Jillian „Jill“ Bilcock, AC (* 1948 in Melbourne, Victoria) ist eine australische Filmeditorin.

## Leben und Werk
Nach ihrem Studium an der Swinburne University of Technology, welches sie mit einem Diplom in Kunst mit Spezialisierung auf Film und Fernsehen abschloss, arbeitete sie für die Produktionsfirma von Fred Schepisi, einem ihrer Abschlussprüfer von der Universität, wo sie Werbespots und Dokumentationen schnitt und produzierte. Nachdem sie bereits 1978 bei der Filmbiographie Die Ballade von Jimmie Blacksmith mitwirkte, schnitt sie erstmals 1984 mit Strikebound, einem Filmdrama des australischen Regisseurs Richard Lowenstein, eigenverantwortlich einen Spielfilm.
Anschließend schnitt sie Filme wie Ein Schrei in der Dunkelheit, Strictly Ballroom – Die gegen alle Regeln tanzen und I.Q. – Liebe ist relativ, für die sie jeweils für unterschiedliche Schnittpreise nominiert und ausgezeichnet wurde. Größere Aufmerksamkeit erhielt ihr Schnitt der Shakespeare-Verfilmung William Shakespeares Romeo + Julia, für die ein Hollywoodkritiker meinte, dass „der Film aussähe, als sei er von einem russischen Serienkiller auf Crack geschnitten worden“. Doch trotz der schlechten Kritik erhielt sie auch für diesen Filmschnitt mehrere Nominierungen und Preise und konnte einige Jahre später mit ihrer Arbeit an Moulin Rouge mit einer Oscarnominierung für den Besten Schnitt ihren bisher größten Erfolg ihrer Karriere feiern.

## Filmografie (Auswahl)
- 1978: Die Ballade von Jimmie Blacksmith (The Chant of Jimmie Blacksmith)[2]
- 1984: Strikebound
- 1988: Ein Schrei in der Dunkelheit (A Cry in the Dark (USA)/Evil Angels (Australien))
- 1991: Doch dann kam sie (Till There Was You)
- 1993: Verführung hinter Klostermauern (You Seng)
- 1993: Zeig mir, wie Du fliegen kannst (Say a Little Prayer)
- 1992: Strictly Ballroom – Die gegen alle Regeln tanzen (Strictly Ballroom)
- 1994: I.Q. – Liebe ist relativ (I.Q. – Liebe ist relativ)
- 1994: Let’s Talk About Sex (Erotique)
- 1994: Muriels Hochzeit (Muriel’s Wedding)
- 1995: Ein amerikanischer Quilt (How to Make an American Quilt)
- 1996: William Shakespeares Romeo + Julia (William Shakespeare’s Romeo + Juliet)
- 1998: Elizabeth
- 2000: The Dish
- 2001: Moulin Rouge (Moulin Rouge!)
- 2002: Road to Perdition
- 2003: Japanese Story
- 2004: The Libertine
- 2006: Catch a Fire
- 2007: Elizabeth – Das goldene Königreich (Elizabeth: The Golden Age)
- 2009: Victoria, die junge Königin (The Young Victoria)
- 2011: Red Dog
- 2014: My Mistress
- 2014: Kill Me Three Times – Man stirbt nur dreimal (Kill Me Three Times)
- 2015: Arrows of the Thunder Dragon
- 2015: The Dressmaker
- 2019: Ride Like a Girl – Ihr größter Traum (Ride Like a Girl)
- 2020: High Ground – Der Kopfgeldjäger (High Ground)

## Auszeichnungen (Auswahl)
Oscar
- 2002: Nominierung für den Besten Schnitt von Moulin Rouge

British Academy Film Award
- 1993: Nominierung für den Besten Schnitt von Strictly Ballroom – Die gegen alle Regeln tanzen
- 1998: Nominierung für den Besten Schnitt von William Shakespeares Romeo + Julia
- 1999: Nominierung für den Besten Schnitt von Elizabeth
- 2002: Nominierung für den Besten Schnitt von Moulin Rouge

Satellite Awards
- 1997: Nominierung für den Besten Schnitt von William Shakespeares Romeo + Julia
- 2002: Nominierung für den Besten Schnitt von Moulin Rouge